# Антарамеч
Це стаття про село марзу Гегаркунік Республіки Вірменія. Стаття про село Кашатазького району НКР — Антарамедж
Антарамеч (вірм. Անտառամեջ) — село в марзі Гегаркунік, на сході Вірменії. Село розташоване на північний захід від міста Чамбарак, на північний схід від міста Севан та на південний схід від міста Діліжан сусіднього марзу Тавуш.